# Magnus IV de Suède
 (janvier 2023).
Pour les articles homonymes, voir Magnus IV.
Magnus Eriksson, né en 1316 et mort le 1er décembre 1374 à Bergen (Norvège), est roi de Suède de 1319 à 1363 (Magnus IV) et roi de Norvège de 1319 à 1343 (Magnus VII).

## Biographie

### Origine
Magnus est le fils d'Erik Magnusson, duc de Södermanland et de son épouse, la princesse norvégienne Ingeborg Hakonsdatter de Norvège. Par son père, il est le neveu du roi de Suède Birger Magnusson, tandis que par sa mère, il est le petit-fils du roi de Norvège Håkon V.

### Règne
Magnus est élu roi de Norvège le 28 juin 1319, comme successeur de son grand-père maternel, puis roi de Suède le 8 juillet suivant par les partisans de son père, après la déposition de son oncle. Il est placé jusqu'en 1332, lorsque débute son règne effectif, sous la régence d'un Conseil constitué auquel participent, au début du moins, le « Drots » Mats Kättilmundson et la mère du roi Ingeborg Hakonsdatter dont l'action personnelle se heurte aux intérêts de l'aristocratie et qui est écartée en 1326/1327. Le roi devient majeur en 1331. Il doit effectuer son « eriksgata » (visite aux assemblées régionales afin de faire confirmer son élection) au début de l'année 1335 et prêter serment la même année devant l'Assemblée du royaume sur l'ordonnance régissant l'élection royale.
Les premières années de règne du jeune roi sont bénéfiques. Il profite de l'effondrement de la puissance danoise pour acquérir en 1333 les provinces côtières méridionales détachées du royaume de Danemark : Scanie, Blekinge, et plus tard, Halland. En 1350, il fait réaliser la compilation d'un code applicable dans toutes les campagnes, et d'une loi municipale générale. Ces deux mesures devaient contribuer grandement à l'unification administrative du pays. Peu après, le royaume est touché par la peste noire et sa population décimée.
Le roi Magnus négligeant la Norvège au profit de la Suède, les nobles norvégiens mécontents l'obligent, dès 1343, à renoncer au trône en faveur de son fils cadet qui règne sous le nom de Håkon VI. Un conseil nobiliaire gouverne alors la Norvège au nom du jeune roi, et l'union personnelle entre les deux royaumes est brisée, car il doit nommer l'année suivante son fils aîné Éric héritier de la Suède. 
Au cours des années suivantes, les besoins d'argent du roi l'incitent à mettre en œuvre une politique fiscale anti-aristocratique et anticléricale. En Suède, la rébellion de son fils aîné Éric le chasse du pouvoir en 1356. Ce dernier meurt trois ans plus tard, permettant à Magnus de recouvrer la couronne de Suède, mais il doit accepter d'associer son fils Håkon au trône suédois en 1362. En 1360, le roi Valdemar IV de Danemark met à profit ces troubles pour récupérer la Scanie, le Halland et le Blekinge.

### Chute
L'alliance entre Håkon et le roi danois Valdemar IV, dont il épouse la fille Marguerite, provoque la déposition du père et du fils, puis l'accession au trône de Suède d'Albert de Mecklembourg, le neveu de Magnus IV. Ce dernier, capturé dans les combats qui suivent, reste emprisonné de 1365 à 1371 avant d'être libéré par son fils.
Le 1er décembre 1374, l'ancien roi meurt noyé près de Bergen, en Norvège, où il s'est retiré.

## Mariage et descendance
En 1335, le roi Magnus épouse Blanche de Namur, fille du comte Jean Ier de Namur. Le couple a deux enfants :
- Éric XII (1337-1359), roi de Suède ;
- Håkon VI (1340-1380), roi de Norvège et de Suède.

## Sources
- (no) Erik Opsahl, « Magnus 7 Eriksson », Norsk biografisk leksikon, consulté le 5 octobre 2013.
- Ingvar Andersson (trad. Marcel Bouvier, préf. André Chamson), Histoire de la Suède… des origines à nos jours, Roanne, Horvath, 1973, 397 p.
- Lucien Musset, Les Peuples scandinaves au Moyen Âge, Paris, Presses universitaires de France, 1951, 342 p., in-8o (OCLC 3005644)
- Corinne Péneau (trad. du suédois), Erikskrönika, Paris, Publications de la Sorbonne, 2005, 258 p. (ISBN 2-85944-524-2, OCLC 60760032, lire en ligne)
- Ragnar Svanström et Carl Fredrik Palmstierna (trad. Lucien Maury), Histoire de la Suède, Paris, Stock, 1944, 384 p. (OCLC 5973713)
- Jean-Marie Maillefer, « La croisade du roi de Suède Magnus Eriksson contre Novgorod (1348-1351) », Actes des congrès de la Société des historiens médiévistes de l'enseignement supérieur public, 33e congrès, Madrid, 2002. L'expansion occidentale (XIe – XVe siècles) Formes et conséquences, XXXIIIe Congrès de la S.H.M.E.S., p. 87-96.